# (500092) 2012 BA10
(500092) 2012 BA10 es un asteroide perteneciente al cinturón de asteroides, descubierto el 10 de febrero de 2008 por el equipo del Catalina Sky Survey desde el Catalina Sky Survey, Arizona, Estados Unidos.

## Designación y nombre
Designado provisionalmente como 2012 BA10.

## Características orbitales
2012 BA10 está situado a una distancia media del Sol de 2,614 ua, pudiendo alejarse hasta 3,448 ua y acercarse hasta 1,779 ua. Su excentricidad es 0,319 y la inclinación orbital 29,33 grados. Emplea 1543,82 días en completar una órbita alrededor del Sol.

## Características físicas
La magnitud absoluta de 2012 BA10 es 16,9.